# Les Authieux (Eure)
Pour les articles homonymes, voir Les Authieux.
Les Authieux sont une commune française située dans le département de l'Eure en région Normandie.

## Géographie

### Localisation
|                   | Jumelles, La Forêt-du-Parc |                       |
| Chavigny-Bailleul | Authieux                   | Saint-André-de-l'Eure |
|                   | Coudres                    |                       |

### Voies de communication et transport
La commune accueille un aérodrome dénommé aérodrome de Saint-André-de-l'Eure.

### Hydrographie
La commune est située dans le bassin Seine-Normandie. Elle n'est drainée par aucun cours d'eau,.

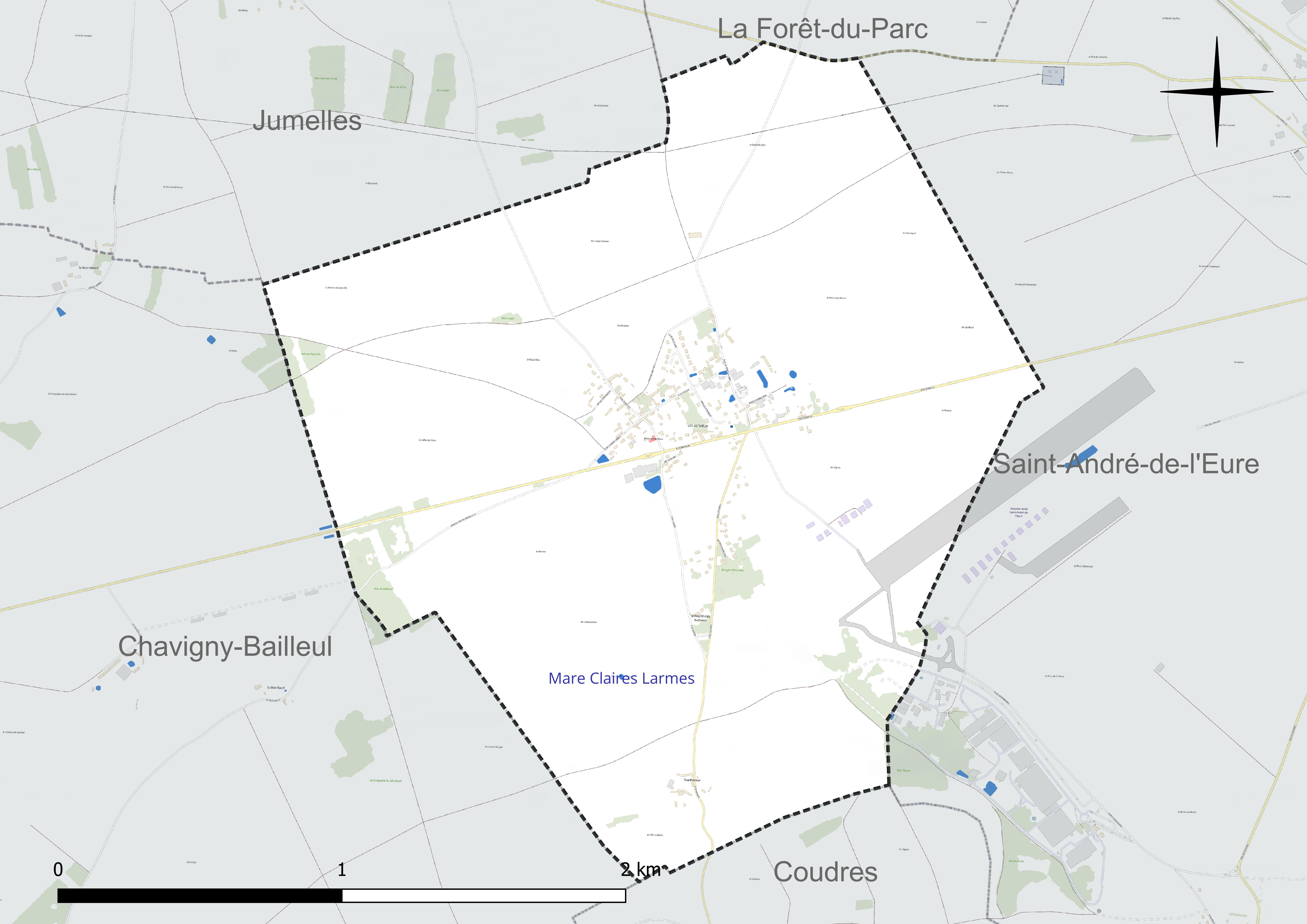
Réseau hydrographique des Authieux.

Un plan d'eau complète le réseau hydrographique : la mare Claires Larmes (0 ha),.

### Climat
Pour des articles plus généraux, voir Climat de la Normandie et Climat de l'Eure.
En 2010, le climat de la commune est de type climat océanique dégradé des plaines du Centre et du Nord, selon une étude du CNRS s'appuyant sur une série de données couvrant la période 1971-2000. En 2020, Météo-France publie une typologie des climats de la France métropolitaine dans laquelle la commune est exposée à un climat océanique et est dans la région climatique  Sud-ouest du bassin Parisien, caractérisée par une faible pluviométrie, notamment au printemps (120 à 150 mm) et un hiver froid (3,5 °C). Parallèlement le GIEC normand, un groupe régional d’experts sur le climat, différencie quant à lui, dans une étude de 2020, trois grands types de climats pour la région Normandie, nuancés à une échelle plus fine par les facteurs géographiques locaux. La commune est, selon ce zonage, exposée à un « climat des plateaux abrités », correspondant aux plaines agricoles de l’Eure, avec une pluviométrie beaucoup plus faible que dans la plaine de Caen en raison du double effet d’abri provoqué par les collines du Bocage normand et par celles qui s’étendent sur un axe du Pays d'Auge au Perche.
Pour la période 1971-2000, la température annuelle moyenne est de 10,5 °C, avec  une amplitude thermique annuelle de 14,1 °C. Le cumul annuel moyen de précipitations est de 628 mm, avec 10,8 jours de précipitations en janvier et 8,2 jours en juillet. Pour la période 1991-2020, la température moyenne annuelle observée sur la station météorologique la plus proche, située sur la commune de Guichainville à 10 km à vol d'oiseau, est de 11,1 °C et le cumul annuel moyen de précipitations est de 659,6 mm,. Pour l'avenir, les paramètres climatiques de la commune estimés pour 2050 selon différents scénarios d’émission de gaz à effet de serre sont consultables sur un site dédié publié par Météo-France en novembre 2022.

## Urbanisme

### Typologie
Au 1er janvier 2024, Les Authieux sont catégorisés commune rurale à habitat dispersé, selon la nouvelle grille communale de densité à 7 niveaux définie par l'Insee en 2022.
Elle est située hors unité urbaine. Par ailleurs la commune fait partie de l'aire d'attraction d'Évreux, dont elle est une commune de la couronne,. Cette aire, qui regroupe 108 communes, est catégorisée dans les aires de 50 000 à moins de 200 000 habitants,.

### Occupation des sols
L'occupation des sols de la commune, telle qu'elle ressort de la base de données européenne d’occupation biophysique des sols Corine Land Cover (CLC), est marquée par l'importance des territoires agricoles (87,3 % en 2018), en diminution par rapport à 1990 (89,7 %). La répartition détaillée en 2018 est la suivante : 
terres arables (85,8 %), zones urbanisées (7,8 %), zones industrielles ou commerciales et réseaux de communication (4,9 %), zones agricoles hétérogènes (1,5 %). L'évolution de l’occupation des sols de la commune et de ses infrastructures peut être observée sur les différentes représentations cartographiques du territoire : la carte de Cassini (XVIIIe siècle), la carte d'état-major (1820-1866) et les cartes ou photos aériennes de l'IGN pour la période actuelle (1950 à aujourd'hui).

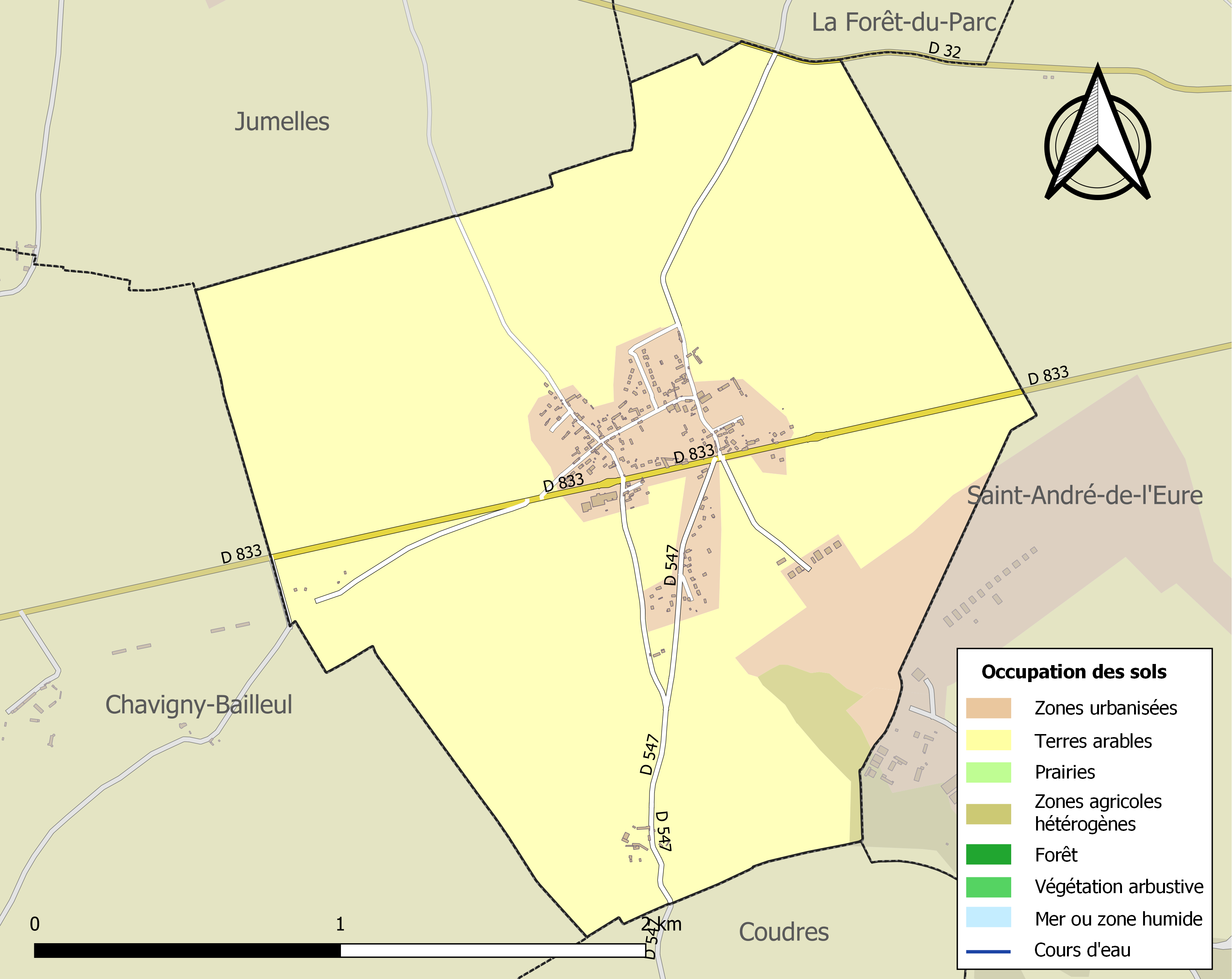
Carte des infrastructures et de l'occupation des sols de la commune en 2018 (CLC).

## Toponymie
Le nom de la localité est attesté sous la forme Altarium en 1066 (cartulaire de Coulombs), Ostiex en 1318 (Charpillon et Caresme), Les Authieux en 1469, Les Anthieux en 1793, Les Authieux-Teurtré en 1828 (Louis Du Bois).
Les Authieux est la forme plurielle archaïque de Autheuil. Son étymologie ferait référence au latin altar (« autel »), ou au latin altum (« élevé ») et au gaulois  ialo (« clairière, zone défrichée »). Toponyme fréquent en Normandie, on le retrouve dans d'autres régions sous la forme Auteuil, pouvant indiquer la présence d'une petite église.

## Histoire

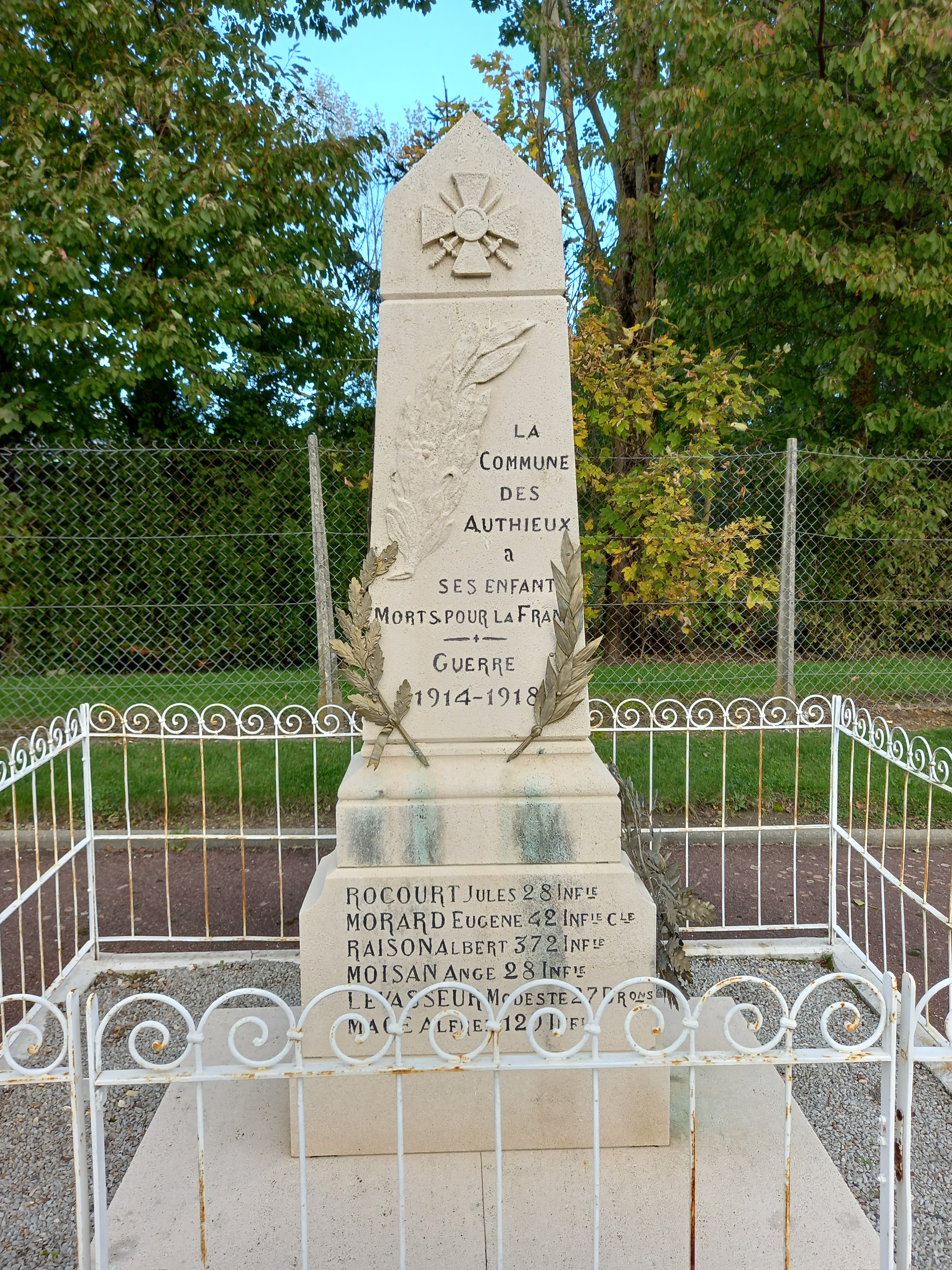
Monument aux morts

## Politique et administration
| Période                                  | Période  | Identité       | Étiquette | Qualité  |
| ---------------------------------------- | -------- | -------------- | --------- | -------- |
| mars 2001                                |          | Jacques Dreux  |           |          |
| avril 2008                               | En cours | Roger Albenque | SE        | Retraité |
| Les données manquantes sont à compléter. |          |                |           |          |

## Démographie
L'évolution du nombre d'habitants est connue à travers les recensements de la population effectués dans la commune depuis 1793. Pour les communes de moins de 10 000 habitants, une enquête de recensement portant sur toute la population est réalisée tous les cinq ans, les populations de référence des années intermédiaires étant quant à elles estimées par interpolation ou extrapolation. Pour la commune, le premier recensement exhaustif entrant dans le cadre du nouveau dispositif a été réalisé en 2004.

En 2022, la commune comptait 292 habitants, en évolution de −2,01 % par rapport à 2016 (Eure : −0,25 %, France hors Mayotte : +2,11 %).
| 1793 | 1800 | 1806 | 1821 | 1831 | 1836 | 1841 | 1846 | 1851 |
| ---- | ---- | ---- | ---- | ---- | ---- | ---- | ---- | ---- |
| 168  | 166  | 179  | 164  | 156  | 163  | 164  | 398  | 152  |

| 1856 | 1861 | 1866 | 1872 | 1876 | 1881 | 1886 | 1891 | 1896 |
| ---- | ---- | ---- | ---- | ---- | ---- | ---- | ---- | ---- |
| 148  | 153  | 170  | 159  | 156  | 146  | 145  | 142  | 149  |

| 1901 | 1906 | 1911 | 1921 | 1926 | 1931 | 1936 | 1946 | 1954 |
| ---- | ---- | ---- | ---- | ---- | ---- | ---- | ---- | ---- |
| 138  | 123  | 132  | 129  | 109  | 123  | 110  | 117  | 134  |

| 1962 | 1968 | 1975 | 1982 | 1990 | 1999 | 2004 | 2006 | 2009 |
| ---- | ---- | ---- | ---- | ---- | ---- | ---- | ---- | ---- |
| 126  | 146  | 149  | 155  | 241  | 229  | 230  | 224  | 243  |

| 2014 | 2019 | 2022 | - | - | - | - | - | - |
| ---- | ---- | ---- | - | - | - | - | - | - |
| 290  | 286  | 292  | - | - | - | - | - | - |

## Culture locale et patrimoine

### Lieux et monuments
- Vestiges de l'église Saint-Étienne

### Héraldique
|  | Les armoiries des Authieux se blasonnent ainsi : De gueules à la fenêtre ogivale d’or mouvant de la pointe jusqu’au point d’honneur, ouverte du champ et chargée d’un rencontre d’ours d’or; surmontée d’un léopard du même, armé et lampassé d’azur, soutenu à dextre d’une pomme d’or feuillée de deux pièces d’argent, et à senestre d’un moulin à vent d’or ailé d’argent. Création Denis Joulain. Adopté le 5 novembre 2014. Le léopard d'or des armoiries des Authieux rappelle les armoiries de la Normandie. |